# Mildred Wirt Benson
Œuvres principales
- série Alice
- série Une enquête des sœurs Parker

Mildred Wirt Benson, née le 10 juillet 1905 à Ladora, Iowa, et morte le 28 mai 2002 à Toledo, Ohio, est une romancière américaine de romans pour la jeunesse ayant travaillé au sein d'un  collectif d'écrivains pour la compagnie Stratemeyer Syndicate. Elle a utilisé de nombreux pseudonymes et est surtout connue pour avoir écrit, sous le nom de plume de Caroline Quine (Carolyn Keene en VO), 23 des trente premiers romans originaux de la série à succès Alice (Nancy Drew en VO) de 1929 à 1947, ainsi que onze volumes de la série Une enquête des sœurs Parker de 1936 à 1954. 
Elle est la première des vingt-huit auteurs qui se relayeront jusqu'à nos jours pour écrire les aventures de la célèbre jeune détective américaine Alice Roy.

## Biographie
Fille de médecin, grande nageuse, Mildred dite Millie, est diplômée en langue anglaise à l'université d'Iowa en 1925. L'année suivante, elle est engagée par la compagnie Stratemeyer Syndicate. Elle a alors vingt et un ans. Son travail consiste à développer les scénarios de séries que lui fournit son patron, Edward Stratemeyer, propriétaire de la compagnie. Ces romans sont ensuite vendus à des maisons d'éditions pour être publiés. Selon les termes du contrat signé par les rédacteurs au service de la Stratemeyer Syndicate, l'identité des véritables écrivains des séries devait rester secrète ; les auteurs touchaient un chèque pour chaque roman.
Mildred retournera sur les bancs de l'Université d'Iowa et obtiendra un diplôme de journaliste en 1927. Elle est la première diplômée en journalisme de cette université. Elle épouse Asa Wirt. À la mort de celui-ci, en 1947, elle se remarie avec George A. Benson, qui décède en 1959.
Elle a travaillé pendant cinquante-huit ans comme journaliste, écrivant un éditorial hebdomadaire pour le journal Toledo Blade, et continuera à écrire jusqu'à sa mort en 2002, à l'âge de quatre-vingt-seize ans.
Mildred a écrit cent-trente six livres sous une douzaine de noms de plume différents. Sous le nom de plume de Caroline Quine, elle a notamment écrit onze titres de la série Une enquête des sœurs Parker. Elle a publié sous son propre nom tous les titres de la série pour jeunes filles : Penny Parker, dont elle disait que c'était sa série préférée.

## La sérieAlice
C'est en 1929 qu'Edward Stratemayer crée le personnage d'Alice (il avait également créé Les Frères Hardy - The Hardy Boys - en 1927, une série à succès destinée aux garçons). Edward Stratemayer invente le nom de plume « Caroline Quine » et confie l'écriture des romans de la série à des rédacteurs embauchés par lui. Un contrat liait les rédacteurs, qui exigeait de garder secrète leur identité au grand public. Mais en 1980, au cours d'un procès et grâce à la pression de nombreux fans qui cherchaient à percer « le mystère Carolyn Keene », le Stratemeyer Syndicate dévoile le véritable nom des rédacteurs. Edward Stratemayer meurt en 1930 et ne connaîtra pas l'étendue du succès du personnage qu'il venait de créer.
Mildred Wirt Benson, le premier auteur de la série, est considérée par les fans américains comme l'auteur qui a su donner une personnalité à l’héroïne. Mildred a vingt-quatre ans quand elle écrit le premier volume d' Alice et elle ne souhaitait pas attribuer à l’héroïne des caractéristiques mièvres et stéréotypées comme c’était souvent le cas avec les personnages féminins des romans pour jeunes filles de l'époque. Elle fait donc d'Alice une héroïne résolument moderne.
Dans un entretien accordé au journal américain New York Times publiée le 9 mai 1993, elle déclare : « C'est inconsciemment que je l'ai [Alice] modelée comme moi. Je l'ai créée jolie, intelligente et perfectionniste. J'ai fait d'elle le concept de la fille que j'aurais aimé être. (...) J'ai assez aimé le personnage [Alice] dès le début. De nos jours, ce type de femme est fréquent, mais à l'époque [années trente], c'était un genre nouveau, quoique pas pour moi. Je pensais tout naturellement que les filles pouvaient faire les choses que faisaient les garçons. »
Mildred Wirt Benson touchait un chèque de 125 dollars pour chaque roman de la série Alice qu'elle écrivait. Le titre préféré de l'auteur était Alice au manoir hanté (The Hidden Staircase), le second tome de la série.
En 1947, Mildred démissionne du Stratemeyer Syndicate. La fille d'Edward Stratemeyer, Harriet Adams, qui dirige la compagnie depuis la mort de son père en 1930, prend alors la relève : à partir de 1959, elle réécrit tous les titres de la série, y compris ceux écrits par Mildred Wirt Benson, ce, afin de les moderniser. Ce fut fait contre l’avis de Mildred qui considère que les changements opérés « ont ôté toute saveur aux histoires. »
En 2001, l'organisation new-yorkaise « Mystery Writers of America » (littéralement : Les Écrivains de romans policiers d'Amérique) décernera à Mildred Wirt Benson le Prix Edgar-Allan-Poe pour sa contribution à la série Alice. 
À la mort de Mildred Wirt Benson, le journal français Libération lui rend hommage dans un petit article intitulé Mort de Caroline Quine, créatrice d'Alice.

## Œuvre complète

### SérieAlice
23 volumes écrits :
- Alice détective, 1930
- Alice au manoir hanté, 1930
- Alice au camp des biches, 1930
- Alice et les Diamants, 1930
- Alice au ranch, 1931
- Alice et les Faux-monnayeurs, 1931
- Alice et le Carnet vert, 1932
- Alice et le Médaillon d'or, 1934
- Alice au Canada[9], 1935
- Alice et le Talisman d'ivoire, 1936
- Alice et la Statue qui parle, 1937
- Alice et les Contrebandiers, 1937
- Alice et les Chats persans, 1939
- Alice et la Malle mystérieuse, 1940
- Alice et l'Ombre chinoise, 1941
- Alice dans l'île au trésor, 1942
- Alice et le Pickpocket, 1943
- Alice et le Clavecin, 1944
- Alice et la Pantoufle d'hermine, 1945
- Alice et le Fantôme, 1946
- Alice et le Violon tzigane, 1947
- Alice et l'Esprit frappeur, 1948
- Alice au bal masqué, 1953

### SérieUne enquête des sœurs Parker
16 volumes écrits :
- The Secret at the Hermitage, 1936 (inédit en France)
- Sur les traces de l’homme masqué, 1937
- Le Secret de la chambre close, 1938
- La Villa du sommeil, 1939
- L’Affaire du pavillon bleu, 1940
- Les Disparus de Fort-Cherokee, 1941
- L’Énigme de la clé rouillée, 1942
- Un portrait dans le sable, 1943
- Le Secret du clocher, 1952
- Le Mystère de l’anneau de jade, 1953
- L’Inconnu du carrefour, 1954

### SériePenny Parker
- Tale of the Witch Doll, 1939
- The Vanishing Houseboat, 1939
- Danger at the Drawbridge, 1940
- Behind the Green Door, 1940
- Clue of the Silken Ladder, 1941
- The Secret Pact, 1941
- The Clock Strikes Thirteen, 1942
- The Wishing Well, 1942
- Saboteurs on the River, 1943
- Ghost Beyond the Gate'', 1943
- Hoofbeats on the Turnpike, 1944
- Voice from the Cave, 1944
- Guilt of the Brass Thieves, 1945
- Signal in the Dark, 1946
- Whispering Walls, 1946
- Swamp Island, 1947
- The Cry at Midnight, 1947

### SériePenny Nichols
- Penny Nichols Finds a Clue, 1936
- Penny Nichols and the Mystery of the Lost Key, 1936
- Penny Nichols and the Black Imp, 1936
- Penny Nichols and the Knob Hill Mystery, 1939

### SérieConnie Carl
- Connie Carl at Rainbow Ranch, 1939

### SérieMadge Sterling
Trois volumes écrits dans cette série inédite en France :
- The Missing Formula, 1932
- The Deserted Yacht, 1932
- The Secret of the Sundial, 1932

### SérieFlash Evans
- Flash Evans and the Darkroom Mystery, 1940
- Flash Evans, Camera News Hawk, 1940

### SérieDoris Force
- Doris Force at Locked Gates, 1931
- Doris Force at Cloudy Cove, 1931

### SérieRuth Fielding
- Ruth Fielding and Her Great Scenario, 1927
- Ruth Fielding at Cameron Hall, 1928
- Ruth Fielding Clearing Her Name, 1929
- Ruth Fielding in Talking Pictures, 1930
- Ruth Fielding and Baby June, 1931
- Ruth Fielding and Her Double, 1932
- Ruth Fielding and Her Greatest Triumph, 1933
- Ruth Fielding and Her Crowning Victory, 1934

### SérieKay Tracey
- The Mystery of the Swaying Curtains, 1935
- The Shadow on the Door, 1935
- The Six Fingered Glove Mystery, 1936
- The Green Cameo Mystery, 1936
- The Secret at the Windmill, 1937
- Beneath the Crimson Brier Bush, 1937
- The Message in the Sand Dunes, 1938
- The Murmuring Portrait, 1938
- When the Key Turned, 1939
- In the Sunken Garden, 1939
- The Sacred Feather, 1940

### SérieRuth Darrow
- Ruth Darrow in the Air Derby, 1930
- Ruth Darrow in the Fire Patrol, 1930
- Ruth Darrow in the Coast Guard, 1931
- Ruth Darrow in Yucatan, 1931

### SérieBrownie Scout
- The Brownie Scouts at Snow Valley, 1949
- The Brownie Scouts in the Circus, 1949
- The Brownie Scouts in the Cherry Festival, 1950
- The Brownie Scouts and Their Tree House, 1951
- The Brownie Scouts at Silver Beach, 1952
- The Brownie Scouts at Windmill Farm, 1953

### SérieDan Carter, Cub Scout
- Dan Carter, Cub Scout, 1949
- Dan Carter and the River Camp, 1949
- Dan Carter and the Money Box, 1950
- Dan Carter and the Haunted Castle, 1951
- Dan Carter and the Great Carved Face, 1952
- Dan Carter and the Cub Honor, 1953

### SérieGirl Scout
- The Girl Scouts at Penguin Pass, 1953
- The Girl Scouts at Singing Sands, 1955
- The Girl Scouts at Mystery Mansion, 1957

### SérieMildred A. Wirt Mystery Stories
- The Clue at Crooked Lane, 1936
- The Hollow Wall Mystery, 1936
- The Shadow Stone, 1937
- The Wooden Shoe Mystery, 1938
- Through the Moon-Gate Door, 1938
- Ghost Gables, 1939
- The Painted Shield, 1939

### Romans hors série
- Dangerous Deadline, 1957
- Quarry Ghost, 1959
- Kristie at College [Quarry Ghost], 1960

## Sources
livres
- (en) Girl Sleuth: Nancy Drew and the Women Who Created Her, de Melanie Rehak, Éditions Harvest Books, 384 pages, 2006,  (ISBN 015603056X), ASIN: B001O9CFEK
- (en) Rediscovering Nancy Drew, édition de C.S. Dyer and N. Tillman Romalov.
- (en) Nancy Drew Revisited: Female Private Eyes in Contemporary American Fiction, de Isabelle Roblin, Éditions Sillages critiques. .

sites Internet
- (en) « Nancy Drew author dies », BBC News World Edition, 28 janvier 2013 (consulté le 28 janvier 2013)

- (en) Myrna Oliver, « Mildred Benson, 96; Author Gave Life to Nancy Drew », Los Angeles Times, Tribune Company, 30 mai 2002

- (en) « Nancy Drew's first author dies », USA Today, Toledo, Ohio, Gannett Company Inc., 29 mai 2002

- Nancy Drew